# Brovary
Brovary (ukrainsk: Бровари, polsk: Browary; før 1969 kendt som Brovari) er en by i Kyiv oblast (Region) i det nordlige Ukraine, en østlig forstad til landets hovedstad, Kyiv. Den er administrationsby i Brovary rajon (distrikt).
Byen har en befolkning på omkring 109.473 (2021).

## Navn
Byen har fået sit navn efter bryggerier, hvor man fremstillede specialøl. Rejsende, der tog til Kiev, stoppede ofte i Brovary, hvilede, spiste og drak den lokale velsmagende øl. Mange berømte mennesker besøgte Brovary, mens de rejste til Kiev. En ukrainsk digter, Taras Shevchenko, var blandt dem. Han besøgte denne by mange gange i perioden fra 1829 til 1847. I dag er der et monument over Shevchenko på det sted, hvorfra Brovary begyndte sin historie som by, i dens gamle centrum.

## Historie
Brovary er en historisk by, første gang nævnt i 1630. Dens navn, oversat fra ukrainsk, betyder "bryggerier". Byen huser også en jernbanestation. 
I det 21. århundrede er Brovary Ukraines sko-producerende hovedstad, med snesevis af sådanne virksomheder placeret der. Der er også et sendecenter for lang- og kortbølgetransmissioner. Brovary er også et vigtigt sportscenter i Ukraine. Adskillige verdens- og olympiske vindere  er født og/eller begyndte deres karriere her. Ukraines nationale møntfabrik ligger i Brovary.
Brovary er et distriktscenter i Kyiv-regionen. Det ligger 20 kilometer nordøst for Ukraines hovedstad, Kiev. Brovary-distriktet ligger i områder med blandede skove.

### Krigen i 2022
Den 10. marts 2022  blev det rapporteret at der havde været et angreb på en russisk panserkolonne ved Skybyn, lige uden for Brovary, da den forsøgte at rykke ind fra nord. Den 11. marts var der kampe i Brovary, da russiske tropper forsøgte at omringe Kyiv fra øst.
Den 2. april 2022 blev hele Kyiv oblast, hvor Brovary ligger i,  af det ukrainske forsvarsministerium, erklæret fri for angribere efter at russiske tropper havde forladt området.